# Gmina Kostanjevica na Krki
Kostanjevica na Krki – gmina w Słowenii. W 2010 roku liczyła 751 mieszkańców.

## Miejscowości
Miejscowości wchodzące w skład gminy Kostanjevica na Krki:

- Avguštine
- Črešnjevec pri Oštrcu
- Črneča vas
- Dobe
- Dobrava pri Kostanjevici
- Dolnja Prekopa
- Dolšce
- Globočice pri Kostanjevici
- Gornja Prekopa
- Grič
- Ivanjše
- Jablance
- Karlče
- Kočarija
- Koprivnik
- Kostanjevica na Krki – siedziba gminy
- Male Vodenice
- Malence
- Orehovec
- Oštrc
- Podstrm
- Ržišče
- Sajevce
- Slinovce
- Velike Vodenice
- Vrbje
- Vrtača
- Zaboršt